# Eurotes
El riu Eurotes o Eurotas (en grec: Ευρώτας) és el principal riu de Lacònia, a la regió del Peloponès (Grècia). Neix a la vall entre el Taíget i el Parnó, prop de Belemina, i desemboca al golf de Lacònia.
Segons la mitologia grega, el seu heroi epònim era Eurotas, fill de Miles i rei de Lacònia. Tant Pausànias com Estrabó creien que l'Alfeu i l'Eurotes tenien un naixement comú, i fluïen junts durant una curta distància per separar-se després de manera subterrània. A la meitat de la seva vall, l'Eurotes arriba a la regió de la ciutat d'Esparta i després segueix cap a mar arribant a la plana d'Helos, per desaiguar finalment a la mar al golf de Lacònia.